# Шведи (Браславський район)
Шведи (біл. Швяды) — село у Білорусі, у Браславському районі